# Râul Calul Bălan
Râul Calul Bălan este un curs de apă, afluent al râului Tisa. 